# The New Republic
The New Republic är en amerikansk veckotidskrift, grundad 1914 och fram till 1950 utgiven i New York, därefter i Washington, D.C..

The New Republic var ursprungligen vänsterradikal och var under mellankrigstiden sovjetvänlig men har senare rört mot i en traditionell liberal riktning.

### Fotnoter
1. ↑  Haughney, Christine (22 mars 2013). ”At The New Republic, Even Firings Enter the Digital Age”. The New York Times. http://mediadecoder.blogs.nytimes.com/2013/03/22/at-the-new-republic-even-firings-enter-the-digital-age/. Läst 23 mars 2013.